# New Kasson Apartments
New Kasson Apartments es un edificio de apartamentos histórico estadounidense ubicado en James Street en el vecindario noreste de Syracuse, condado de Onondaga, Nueva York. Fue diseñado por el estudio de arquitectura Merrick and Randall y construido en 1898. Es un edificio de estilo neorrenacentista de siete pisos que consta de dos bloques rectangulares de varios pisos. Es un edificio de ladrillo amarillo y piedra caliza con detalles de piedra fundida y terracota. Las fachadas cuentan con formas salientes de tres lados que se extienden desde el primer al quinto piso. Se encuentra frente a los Leavenworth Apartments, construidos en 1912. : 3 
Esté listado en el Registro Nacional de Sitios Históricos en 2011.

## Galería

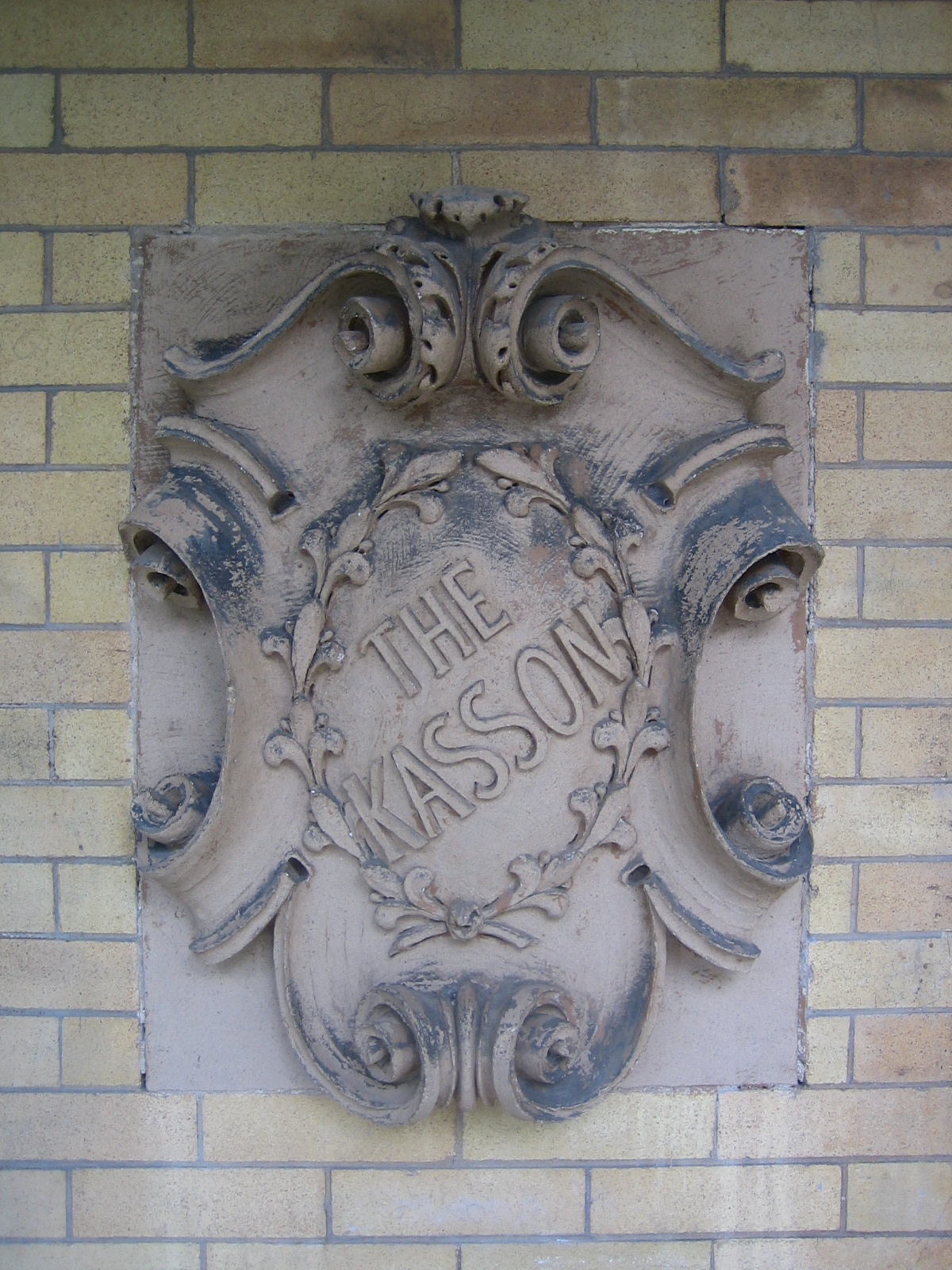
Emblema de terracota junto a la puerta de entrada